# Улица Прямикова
Улица Прямикова — улица в Таганском районе Центрального административного округа Москвы.

## Расположение
Улица тупиковая. Начинается от улицы Сергия Радонежского, далее имеет пересечение с Гжельским переулком.

## История
Известна с XIX века как Нагорный тупик. Название возникло от расположения тупика на высоком берегу ручья Золотой Рожок. С 1925 по 1965 гг. — Нагорный переулок.
В 1965 году переименована в улицу Прямикова в честь Прямикова Н. Н. по расположенной поблизости бывшей площади Прямикова (сейчас — Андроньевская площадь).